# Тајро (Северна Каролина)
Тајро (енгл. Tyro) насељено је место без административног статуса у америчкој савезној држави Северна Каролина.

## Демографија
По попису из 2010. године број становника је 3.879.
| Група             | 2000.    | 2010.         |
| Белци             | 0 (0,0%) | 3.560 (91,8%) |
| Афроамериканци    | 0 (0,0%) | 57 (1,5%)     |
| Азијати           | 0 (0,0%) | 21 (0,5%)     |
| Хиспаноамериканци | 0 (0,0%) | 179 (4,6%)    |
| Укупно            | 0        | 3.879         |